# Bactrocera endiandrae
Bactrocera endiandrae är en tvåvingeart som först beskrevs av Perkins och May 1949.  Bactrocera endiandrae ingår i släktet Bactrocera och familjen borrflugor. Inga underarter finns listade.